# Ijma
Ijma (”överensstämmelse”, consensus ecclesiae) är inom islam den allmänt erkända praxis i fråga om tolkningen av Koranen och sunna. De grundvalar, på vilka den islamiska dogmatiken ytterst vilar, är således Koranen, sunna och ijma.

## Tredje steget i skapandet av de religiösa lagarna
Muslimska lärda ser ijma som den tredje viktiga källan till islams lära. Om en situation eller ett fall inte direkt berörts i Koranen eller sunna (dvs de normerande hadith-berättelserna) anses ijma som en värdefull källa. Under det abbasidiska kalifatets höjdpunkt (750-950) ville man skapa likriktning och enhetlighet både i religionen och i rättsväsendet som under tidigare period utvecklat en mångfald av olika tolkningar och lokala traditioner. De religiöst lärda (‘ulama) studerade först de skriftliga källorna, koranen och hadithsamlingarna. Sedan bearbetade man och analyserade vad som stod i texterna. Man diskuterade enstaka ords betydelse, uppenbarelsernas orsaker och konsekvenser. Hur man skulle tackla och bedöma motsägelser i texterna osv. Som ett tredje steg mot likriktning enades man om ”rätt tolkning”, man ”stadfäste” en tolkning som skulle gälla hädanefter. Ijma‘ är termen för enighet eller konsensus inom församlingen (umma). 
Tidigt uppstod frågor kring begreppet: Vilka skulle komma överens? Endast män, endast lärda, kunde analfabeter ingå etc. En grupp av invånarna i staden Kufa gjorde sin egen tolkning och räknade detta som ijma. Tolkningsproblemen hade alltså både en geografisk aspekt, och blev en demokratisk fråga om vilka som skulle få delta.  
Ur det teologiska perspektivet gällde det att tolka guds vilja.
För att beslutet, överenskommelsen, inte skulle bli förhastad eller fel användes principen att vänta, oftast en generation, innan tolkningen slogs fast. När väl ijma fastställts är den inte möjligt att ändra. Ijma är gudomlig och kan inte undanröjas av omtolkning, eller av hadither eller koranverser som ger andra besked. 
Möjligheten att kunna besluta om en slutgiltig tolkning vilade på ett uttalande som Muhammed anses ha gjort: ”Min församling skulle aldrig enas över något felaktigt”.

## Kontroversiellt begrepp
Ijma med betydelsen konsensus, och användandet av konsensus som en självständig källa till islamisk lag ansågs på 800-talet kontroversiell. Debatten kring begreppet delades upp i två läger, mellan ra'y- och hadith-anhängarna. De sistnämnda representerades av Muhammed 'Ídris ash-Shafi'i. Ijma var ett begrepp som ursprungligen användes främst av ra'y-anhängarna men omdefinierades av Shafi’i. Begreppets betydelse var från början synonymt med regionens traditioner och seder. Hadith anhängarna var kritiska till detta begrepp om konsensus. De ansåg att man borde gå tillbaka till texten och uppenbarelsen och var kritiska till användandet av regionala seder. Ijma var dock vid tiden så generellt spritt att det inte kunde avskaffas eller avvecklas. Shafi’i omtolkade då istället begreppet och försökte förringa begreppet konsensus.
Ijma ska endast användas i sammanhang som kan tolkas som uppenbar kunskap för en muslim (’amm) medan mera specifika och särskilda frågor (khass) måste tas om hand av de lärda. Eftersom även de som betraktas som lärda är människor, och människor alltid bär med sig fel och brister, finns här ett stort mått av osäkerhet. 
Ijma ska vara ofelbar, får inte återtas och ytterligare en kontroversiell fråga har varit vad som händer om de felbara fattar ett beslut som betraktas som ofelbart.

## Muhammad Ídris ash-Shafi’is tolkning
Shafi’i tillskrivs ofta formuleringen av ett gemensamt rättssystem inom Islam. Han kan sägas vara en viktig person för islamisk lag och blev även helgonförklarad. Han dog år 820 i Kairo. En av de fyra rättsskolorna inom islam grundades i hans namn.  Shafi’is modell och tolkning av begreppet Ijma är intressant då det skiljer sig från den tolkning som kom senare. Hans idéer och tolkningar finns kvar idag som det klassiska eller ortodoxa som senare juridik är buggd på. 
Shafi’i utgår från att all kunskap är av två slag. Kunskapen är antingen ͨ ᾱmm, dvs allmän, eller khᾱṣṣ, dvs särskild. Att kunskap är ͨ ᾱmm innebär att den är självklar och sådan som ingen muslim behöver utbildning eller träning i för att lära sig. Detta beror på att kunskapen finns i en text alla känner till eller att kunskapen har vidarebefordrats genom muntlig tradition. Som exempel på sådan kunskap har vi grunderna i Islam, såsom att en muslim bör be, eller kunskap om företeelse i naturen, såsom att regn är vatten som faller från himlen. Shafi’i menar att i exemplen ovan är ijma möjligt. Att kunskap är khāss innebär att den är specialiserad. För att åter använda oss av exemplet ovan så har vi kunskap om hur en muslim bör be, till exempel vid tillfällen då han sitter på hästryggen och rider. Detta är kunskap som vanliga muslimer inte behöver bry sig om. Det är istället de olika rättsskolorna som ska finna svar på hur en muslim ska be vid ett sådant tillfälle och sedan sprida denna kunskap till resten av muslimerna. Detta är alltså rättsskolornas plikt. Shafi’i menar att vid precis nämnda exempel ovan är ijma inte möjlig. 
Att ijma inte är möjlig vid sistnämnda exempel, dvs vid khāss, beror på att situationen öppnar upp för osäkra och felaktiga svar och ijma godtar inte en sådan risk. Detta innebär att för Shafi’i existerar knappt begreppet ijma med betydelsen som en del av guds uppenbarelse.  Istället menar han att ijma bör användas som ett sätt att fastställa en text eller en handling som är så vidt spriden och generell att den inte kan ligga till grund för diskussion. Han menar att ijma inte kan användas som en källa för islamisk lag.
ᾱmm, den allmänna kunskapen, är eller är inte alltså baserad på text. Men det är endast den som är baserad på text samt bekräftad av ijmā ͨ ᾱmm som är ofelbar. Allmän kunskap icke baserad på text är i grunden khāss, dvs kunskap med risk för att vara felaktig, något som är rättsskolornas ansvar att döma över. Det finns en hierarkisk indelning där all kunskap icke baserad på text står under kunskap baserad på text. Rättsskolornas plikt är att styra med och förvalta texten men då även att ansvara för den allmänna icke text baserade kunskapen som befinner sig ett steg ner i hierarkin, eftersom rättskolornas lärda inte kan stå över kunskap baserad på text. Men samtidigt är de lärda inte ofelbara vilket innebär att texten som förvaltas av dem inte kan vara ofelbar. Eftersom det också är de lärda som förvaltar allmänna kunskapen kan ijma som innebär säker kunskap inte gälla såvida den inte bygger på text. Slutsatsen av Shafi’is tolkning av begreppet innebär att ijma ijtihadi (dvs ijma med betydelsen uttryck för Guds uppenbarelse och källa till islamisk lag) inte existerar, men det som finns kvar är ett bekräftande konsensus som på ett sätt talar om att rättskolorna är eniga om viss tolkning av text men även talar om att en lagregel utformad genom qiyas är det bästa och det muslimerna bör rätta sig efter.